# アレゲニー航空737便墜落事故
アレゲニー航空737便墜落事故 （英語: Allegheny Airlines Flight 737）は、1969年1月6日にアレゲニー航空737便（機体:コンベア580、機体記号:N5825）がペンシルバニア州ブラッドフォードにあるブラッドフォード地域空港へ着陸進入中に墜落した事故である。乗客乗員28人のうち11人が死亡した。

## 事故の経過
737便はワシントンD.C.をペンシルベニア州のハリスバーグ、ブラッドフォード、エリーを経由してミシガン州デトロイトへ向かう便として離陸した。同便はブラッドフォードへの着陸進入を開始するまでは順調に飛行していた。天候は曇りで視界は1マイル半であり、雪が降ったりやんだりしていた。空港から10マイルのところで、737便は滑走路32ではなく滑走路14への計器進入を要請し承認された。同便は空港から5海里の位置で真下の梢と接触し、雪で覆われたゴルフ場へ裏返しで墜落した。

## 事故後
この事故はブラッドフォード空港へ着陸進入中にアレゲニー航空736便が墜落する事故から2週間もしないうちに発生した。両機とも同じ滑走路へ着陸しようとしていたが、事故当時それぞれ逆方向から進入していた。737便墜落事故の直後、アレゲニー航空は空港へ着陸する際の新規則を自主的に課した。その内容はどの空港においても計器着陸装置なしでの進入は visibility of 1,000 feet up and three miles out の場合に限るというものあった。

## 原因
NTSBは考えられる事故原因を断定できなかった。「委員会は約13の潜在的原因を検討したが最終的にそのうち3つが残った。それらは、1)機長の高度計の誤読、2)計器進入方式の手順を完了後の機長席の高度計の故障、3)計器進入図の誤読、である。Of these three, no single one can be accepted or rejected to the exclusion of another based on the available evidence.」